# トリグベ・ランゲン
トリグベ・ランゲン（Trygve Rangen）は、カナダ・カルガリー出身の北欧系のカナダ人のF1エンジニアで、サスペンションのスペシャリスト。

## 来歴
1997年からカナダ中西部のカルガリー大学で機械工学を学び、2002年卒業し修士。
在学中より、フォーミュラ・スチューデント (Formula SAE) (Formula Student)の設計とレースに関与し、サスペンション設計を担当し、最終年にはチームリーダーを務める。
アトランティック・チャンピオンシップのボブ・ギャレスのチーム「ギャレス・レーシング」で2年間レースエンジニアとチームマネージャーの経験を積む。
2006年2月、イギリスのオックスフォード州リーフィールドのTWRアロウズの本部跡地でスタートしたスーパーアグリF1チームでの採用をうけ、R&Dテクニシャン、R&Dエンジニア、トラックサイドの空力解析エンジニアとして、2006年3月10日のバーレーンでの登場から、最終年2008年4月27日のカタロニアまで、ジェリー・ヒューズの率いるR&D部門に一貫して所属する。
とりわけ、テクニカルディレクターのマーク・プレストンの主導により行なわれた、2006年の、同一のモノコックとブラケット類を使用した、A23/PS04から、SA05/SA06/SA06B/の改造開発手順の傍らでの観劇は、その後の成長に大きく役立っていた。
2008年8月から2015年6月、マクラーレンでデザインエンジニアを努める。
2015年6月から、スクーデリア・トロ・ロッソの風洞施設を備えたビスター設計事務所での採用になりCo-Ordinatorとして、2015年3月採用のアンディ・ル・フレミングをサポート。
この風洞施設を備えたビスター設計事務所は、1980年代に設定されたレイナード本部に由来し、レイナード倒産後、ジャガー、レッドブルが使用し、2009年6月1日にスクーデリア・トロ・ロッソの英国事業所として登記された。
2018年5月からは、スクーデリア・トロ・ロッソのMechanical and Systemsのチーフデザイナーを務めている(STR14, AT01, AT02, AT03)。